# Batocera thomae
Batocera thomae là một loài bọ cánh cứng trong họ Cerambycidae.